# Miskolczy István (gazdálkodó)
Miskolczy István (Feketegyörös, Bihar vármegye, 1885 – Szarvas, 1950. február 10.) magyar mezőgazdász, földbirtokos, országgyűlési képviselő.

## Élete
A Bihar vármegyei Feketegyörösön született 1885-ben, Miskolczy Hugó és Balázsházi Emma fiaként. A magyaróvári gazdasági akadémián szerzett mezőgazdászi oklevelet, tanulmányai befejezése után családi birtokán kezdett gazdálkodni. Az első világháborúban mint önkéntes, egy században harcolt Hugó öccsével; Belgrád közelében, a második obrenováci csatában súlyosan megsebesült, öccse ugyanakkor szerb hadifogságba esett. Katonai érdemeiért elnyerte a Károly-csapatkeresztet, sebesülése miatt pedig a sebesülési érmet.
A kommün alatt fivérével ellenforradalmi csapatot szerveztek a Bihar megyei Tenkén, és több kisebb vörös csapatot sikerült is ártalmatlanná tenniük, sőt egészen a román megszállásig eredményesen tartották magukat. A románok a család birtokát – részben ellentételezés nélkül, részben csekély összegért – elvették, őt pedig besorozták a román hadseregbe. Onnan nem sokkal később sikerült megszöknie, majd szüleivel együtt átjutnia a magyar kézen maradt területekre; azt követően Derecskén, bérelt földbirtokon gazdálkodott tovább.
A későbbiekben bekapcsolódott a vármegyei közéletbe, amelyben igen aktívan működött közre. Úgy a megyegyűléseken, mint a különböző érdekképviseleti gyűléseken gyakran szólalt fel a gazdatársadalom érdekében. Tagja lett a vármegye törvényhatósági bizottságának, illetve a védett birtokok közfelügyeleti bizottságának. Mint a földművelésügyi miniszter által kinevezett gazdasági szakértő, több birtokrendezési ügyben is közreműködött. Tagja volt az Országos Mezőgazdasági Kamarának is.
Az 1935. évi általános választásokon a Nemzeti Egység Pártja jelöltjeként országgyűlési képviselővé választották a derecskei választókerületben. Az 1939. évi választáson az időközben kissé átalakult és névváltoztatáson átesett párt, a Magyar Élet Pártja programjával erősítette meg mandátumát, ezúttal a biharnagybajomi választókerületben. A képviselőházban főleg mezőgazdasági és földbirtok-politikai kérdésekben szólalt fel. Halálát agyvérzés okozta.

## Magánélete
Egy évvel fiatalabb testvére volt vitéz Miskolczy Hugó, aki maga is politikai pályára lépett: 1922-től szolgabíróként tevékenykedett a vármegyében, majd 1935-ben és 1939-ben is országgyűlési mandátumot szerzett a nagylétai választókerületben.